# Евуаре
Евуаре I Великий (*д/н — 1473) — 1-й великий оба Бенінської імперії у 1440—1473 роках.

## Життєпис

### Молоді роки
Походив з династії оба (правитель міста Беніна). Відомо, що його батьком Оген, що належав до панівної династії, можливо, мав статус узама (племінного вождя). Про дату народження замало відомостей. При народженні отримав ім'я Огун. У 1397 році вступив у боротьбу за владу, але зазнав поразки й вимушений був залишити Бенін разом з молодшим братом Увайфіокуном. Після смерті оба Оробіру 1434 року володарем стає Увайфіокун, а самого Еуваре відправлено у заслання.
Близько 1440 року повернувся до Беніну, влаштував заколот, поваливши брата. Сам став новим оба під ім'я Евуаре («Лихо подолане»).

### Володарювання
Зусилля були спрямовано на зміцнення та розширення влади оба. В результаті він став абсолютним монархом, зосередивши військову, цивільну та судову владу. Було фактично ліквідовано вплив узамів, що стали підкорятися, а в деяких випадках призначатися оба. Також проведено адміністративну реформу, в результаті чого в підвладних областях створено своєрідні «провінції», куди призначалися намісники (еґабхо-н'оре), які збирали данину, вирішували питання управління, судові суперечки, були підзвітні лише перед обою. В містах призначалися «мери» (іяшере).Також було впроваджено нових порядок спадкування трону: його отримував старший син оба (едайкен). При цьому заборонено спадкування трону жінками.

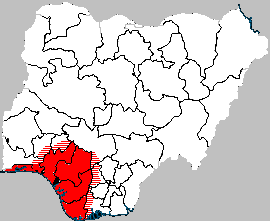
Бенінське царство часів Евуаре

Евуаре проводив активну зовнішню політику, перетворивши невеличку державу на потужну імперію. Традиція приписує Евуаре підкорення 201 поселення сусідніх народів на північ, схід і захід від Беніну (регіони Ека, Екіті, Ікаре та Кукуруку). Їх жителів обкладали даниною, а місцеві правителі надходили на бенінську службу. В підкорених областях розташовувалися бенінські залоги на чолі із еґабхо-н'огбе (начальниками палацу), створювалися поселення-фортеці, одним з яких став Лагос.
Задля розвитку у населення почуття загальнобенінської єдності впровадив особливі племінні знаки — насічок на обличчі (шрамування). Це також відрізняло вільних людей від рабів, а бенінців від підданих інших володарів.
Багато зробив задля розбудови своєї столиці — Едо, , яку він перейменував з Убіні (як й всю державу). Він розрісся, вкрився мережею широких вулиць, мощених черепицею. Його було оточено системою ровів і стінами з 9 брамами, за прохід через які почали стягувати мито. В центрі збудував розкішний палац з різними додатковими будівлями.
Оба заохочував розвиток ремесел і мистецтв, зокрема різьблення зі слонової кістки і дереву, бронзового литва, що стало відомим серед держав Гвінейської затоки та європейських колоністів. У 1472 році до Беніну прибув португальський мореплавець Руй де Секвейра, завдяки чому встановлено торговельні стосунки з Португалією.
Помер у 1473 році, заповівши трон сину Езоті, оскільки його старші сини Квобоюва (едайкен) і Езуварха (оногіє Їови) загинули ще за життя Евуаре, отруївши один одного.

## Особистість
Евуаре вважався видатним майстром ковальської справи. Також винайшов музичний інструмент еджікен (на кшталт флейти), створив придворний оркестр. До посідання трону уславився в якості мандрівника, який побував в багатьох країнах Західної Африки.